# Тартаруга
Тартаруга (Podocnemis expansa) — вид черепах з роду Щитоногі черепахи родини Щитоногі черепахи. Інші назви: «арау», «південноамериканська річкова черепаха», «велетенська південноамериканська черепаха».

## Опис
Загальна довжина досягає 80 см (вкрай рідко траплялися особини 90 та 100 см). Максимальна вага 45 кг. Спостерігається статевий диморфізм — самиці більші за самців. Голова велика. На лобі між очима добре помітний поздовжній жолобок, а на підборідді є 2 шкірястих вирости — «вусики». Шия помірного розміру. Панцир гладенький, яйцеподібний, розширений ззаду. передні ноги мають по 5 пальців, а задні — 4.
Голова, шия та ноги мають коричневий колір. Панцир забарвлено зверху у зеленувато-бурий колір з темними плямами.

## Спосіб життя
Полюбляють прісні проточні водойми, річкові глибини. Часто подорожують річками. Час від часу виходять на мілину, де формують великі групи. Харчуються дорослі черепахи здебільшого рослинною їжею та фруктами. Молодь полює на пташенят, рибу, молюсків, ракоподібних, безхребетних.
Самиця вночі на мілині відкладає від 40 до 100 яєць з м'якою шкаралупою. Інкубаційний період триває до 100 діб.
М'ясо та яйця цієї черепахи доволі смачні. З яєць тартаруги місцеві мешканці виготовляють смачне й поживне масло.

## Розповсюдження
Мешкає у басейнах річок Амазонка та Оріноко, у Венесуелі, Гаяні, Бразилії, Колумбії, Еквадорі, Перу, Болівії. Зустрічається також на острові Тринідад.